# 요시다 슌
요시다 슌(일본어: 吉田 舜, 1996년 11월 28일~)는 일본의 축구 선수이다.

## 구단 경력
그는 2019년 J3리그의 더스파구사쓰 군마에 입단했다. 2020년 J1리그의 오이타 트리니타로 이적했다. 2021년후 J2리그에 강등했다. 2023년 J1리그의 우라와 레즈로 이적했다.